# Криптохришћанство
Криптохришћанство је тајни чин хришћанства, који је углавном коришћен да се прикрије хришћанство са другом вером или надгледањем ритуала других религија. У местима и временским периодима где су хришћани били осуђивани или надјачани, групе криптохришћанства су избијале на површину. Варирајућа времена, периоди и места су виђала велике групе криптохришћанске групе и подземна кретања. Ово је углавном реакција других претњи, насиља или легалних акција.

## Ставриоти
Као посебна група криптохришћана познати су Ставриоти. To су били хришћани, житељи места Ставра (Крстац) у Трапезунтској области Мале Азије, и области Потије, који су се јавно приказивали као потурице да би избегли сигурно уништење, а у тајности и даље били православни хришћани. Као привидни муслимани имали су по два имена: једно турско, по коме су били познати међу Турцима, и једно тајно хришћанско, по коме су се распознавали међу собом. Када би ишли у џамију, тихо би говорили хришћански Символ вере. Веома строго су држали све хришћанске постове. На овај начин чували су хришћанство у тајности веома дуго. Тек 1876. године, кад је Турска прогласила свој први Устав, Ставриоти су се први пут јавно појавили у цркви и изјавили да су они хришћани а не муслимани. Ипак то је изазвало нове прогоне, тако да су морали да наставе са праксом криптохришћанства. То је трајало све до 1908. када је усвојен нови Устав након младотурске револуције.

## Савремени криптохришћани
У сличној ситуацији били су и хришћани у Јапану у време забране хришћанства у периоду од 1643. до 1858, као и за време комунистичких забрана исповедања хришћанства у бившем Совјетском Савезу, Албанији и другим земљама Варшавског пакта, где су се формално изјашњавали као атеисти и комунисти, а у тајности били хришћани.
По извештајима Цариградске патријаршије у савременој Турској и данас живи више стотина хиљада криптохришћана, који не смеју да јавно исповедају своју православну веру.

## Криптохришћанство по државама

### Римско царство
Тајност је мотив пронађен у новом тестаменту и удеоно у Марку Госпелу. Према Госпелу, Исус је чувао тајне његове мисије или његовог месијског идентитета до неког времена и наредио његовим подређенима да ураде исто. После трансфигурације Исус даје њима наређење да не кажу ником шта су видели. Овај мотив је зван месијска тајна и приказан је на неколико начина. Пратећи први начин, историјски Исус хтео је да избегне нагли сукоб са Римом, како Пилат није толерисао популарно лидерство које је представљало њега као Месију. Ту су такође и теологички начини, састављени од помешаних историјских и теологичких. 
Током иницијације развијања Хришћанских цркви под римском влашћу, следбеници су морали да буду у тајности. Званична политика под Трајаном је настојала да покаже хришћанима избор између покајања за своја уверења или смртног осуђења. Термин криптохришћанства, може бити искоришћен у том сегменту црквене популације која садржи своја хришћанска веровања, као начине да избегну осуђења. Са друге стране, многи хришћани, укључујући и Поликарпа, бирају да задрже своја верска начела и трпе осуде, због чињенице да хришћанска вера забрањује јавно признавање друге вере, чак и док је постојала обмана о њој, чини је строжом од Муслиманске и Јеврејске (такије), мишљења о обичају, али су многи то чинили из слабости:
Сви припадници царства су морали да се жртвују пред магистратуром њихове заједнице за безбедност царства према извесном дану ( датум би варирао од места до места и наређење је могло бити да жртвовање буде завршено у специфичном периоду, након што заједница прими едикт). Након што би били жртвовани, они би попримили сертификат звани (Либелус), према чињеници да су они били сагласни са наређењем..

### Јапан
Хришћанство је у Јапану, током његовог феудалног доба, увео Свети Франсиско Хавијер 1550. године. Од самог почетка, на хришћанство је гледано као на претњу моћи ’’шогуна’’. 1643, хришћанство је забрањено, цркве су уништене, они за које се знало да су хришћани били су мучени, од њих је захтевано да се преобрате у Будизам или да се суоче са погубљењем, a сва обележја хришћанске моћи била су систематски уклоњена. Забрана није укинута све до 1858. године.
Током овог периода, одани верски преобраћеници се у тајности премештају у Криптохришћанску групу звану Какуре Киришитан или „скривени/прикривени хришћани“. Криптохришћански крстови и гробови, вешто обликовани током ова два века тако да наликују будистичким сликама, могу се и даље видети у Шимбара острвима, острвима Амакуса и на далеком југу у Кагошими.
Шусаку Ендов хваљен роман Тишина нам приказује усмену историју јапанских католичких заједница које припадају времену укидања цркве.

### Отоманско царство (Балкан и Мала Азија)
Рана сведочења и оправдавања криптохришћанства нађена су у посланицама патријарха Јована ХIV Цариградског, упућеним хришћанима Битиније (Мала Азија). Он каже да:“Они (Хришћани) који због страха од казне (од стране Муслимана) желе да верују и практикују хришћанство у тајности, такође ће бити спасени, под условом да проучавају Божја наређења колико год је то могуће”.
Због верских сукоба који су обележили Балканско полуострво и Анатолију, случајеви криптохришћанског понашања су до данас пријављени у подручјима бивше Југославије, Албаније и Турске., у којима доминирају Муслимани. Уз претњу од казне за верске и етничке сукобе, многе хришћанске мањинске групе задржавају своју религију као приватну како би се заштитиле. Криптохришћанство је углавном практиковано након османских освајања Балкана, али најстарији знанствени подаци о овом феномену датирају из 1829. године. Линобамваки на Кипру су пратили своје порекло и за католике, и за Мароните и за православне Грке који су преобраћени под отоманском репресијом. Ларамани на југоисточном Косову који су потицали из горских крајева северне Албаније, били су преобраћени након насељавања у 18. веку.
Крипто-грчки православци су пријављени у многим деловима отоманског Балкана и Анатолије. Добар приказ криптохришћана међу понтским Грцима из североисточне Анатолије и регије Понтских Алпа (често називани Стравриоти), укључујући библиографију о другим деловима Отоманског царства, даје Ф. В. Хаслук.
Даље информације налазе се у делу "Криптохришћани Понта и конзул Вилијам Гифорд Палграве из Требизонда", Лондон: Вариорум реиздаваштво, 1988, од народа и насеља у Анатолији и на Кавказу 800-1900, Антони Брајер.
Верује се да Криптоарменци представљају најмање две групе Арменаца који живе у савременој Турској. Једна је исламизирана под претњом физичког истребљења, поготово током арменских погрома 1896. и генодица над Јерменима из 1915. године. Представници различите, много мање криптоарменске групе живе у одвојеним селима која су насељена Турцима и Курдима у источној Турској (на територијама традиционалне арменске домовине). Ова група се разликује од горе споменутог "исламизираног" типа процесом и дубином исламизације.

### Блиски исток
Током првих неколико векова хришћанство се ширило великом брзином подручјем Медитерана, а Египат и Сирија постају веома битни религијски центри. Чак и са падом Римског царства, између 5. и 7. века, хришћанска вера се све више ширила источним Медитераном. Током 7. века, Рашидунски калифат је преузео оно што данас називамо Блиским истоком. У почетку, хришћанство је било добро прихваћено, али су повлашћен третман имали муслимани. Међутим, често је једино што је требало да урадите да бисте били сматрани муслиманом то да исповедате веру у Бога и прогласите Муслимана његовим представником. Као резултат тога, многи Египћани, Сиријци и остали из регије су званично прешли у Ислам, док су још примењивали хришћанске обичаје.
Како је прогон хришћана порастао под фатимидским калифом Ал-Хакимом, хришћански (и јеврејски) обичаји су постали скривенији. Тајне заједнице су се појавиле у Египту током 11. и у Мароку у 12. веку под владавином Алмохада. Много криптохришћанских заједница постојало је на Блиском истоку до 19. века, док су муслиманске власти наставиле да толеришу минималне захтеве за послушност од преобраћених. Од краја 19. века па надаље, већина крипторелигиозних група је нестала као резултат пораста национализма у новим земљама Блиског истока.

### Совјетска Русија и Варшавски Пакт
Многе хришћанске заједнице у сфери совјетског утицаја за време Хладног рата су морале да оду испод земље у такозване цркве катакомбе. Након раскида Варшавског споразума и краја совјетске ере 1990-их, неке од ових група су се поново придружиле званичним надземним црквама, али су остали наставили своје независно постојање, верујући да су званичне цркве непоправљиво корумпиране сарадњом са претходним режимима који су подржавали Совјетски Савез.

### Народна Република Кина
Кинеска породична светилишта су незваничне Хришћанске цркве у Народној Републици Кини које функционишу независно од званичних владиних релгијских интитуција, а то су: Три самостална патриотска покрета, Кинески хришћански конзул протестаната и Кинеска Патриот Католичка асоцијалија за Римокатолике.

### Нацистичка Немачка
Одличан пример Криптохришћанства који се догодио у великој Хришћанској нацији, тајне Исповедне цркве које су се састојале од Немаца (протестаната) и Хришћана који су се одвојили од уједињене Протестантске Раих цркве која је створена након Хитлеровог доласка на власт 1933. и која није прихватала фашистичку политику. Док је већина њихових лидера активно одбијали Хитлерову политику антисемитизма, Исповедне цркве су биле директно настројене против уплитавања државе у црквене афере, као што је прогањање пастора Јеврејског порекла. Велики број вођа Исповедних цркава је након неког времена ухапшено и заточен у концентрационим логорима, најпознатији је Дитрик Боноефер, саучесник у неуспелом покушају атентата на Хитлера који су покушали официри Абвера 1943. године. Боноефер је затим послат у Флосенбург концентрациони логор где је затим и убијен.

### Примери унутар-Хришћанства
Као допуна Криптохришћанства, у коме су Хришћани своју веру проповедали тајно окружени анти-Хришћанима, постојали су примери Криптокатолика на Протестантским територијама где су Католици били забрањени и често прогањани, такође и у Есточно православним дрљавама (прецизније територијама припојеним од стране Руског царства током његовог ширења) и Криптопротестанти на Католичким теритојама ( као што су Француси Хугеноти након повлачења Нантског едикта).
Протестанти у Еритреи, Хришћански већинској држави, су бројала отприлике 2% становништва и често вршила обреде у тајности да би спречили протеривање и малтретирање од стране власти.